# مارک بیوکانان
 مارک بیوکانان (انگلیسی: Mark Buchanan؛ زاده ۳۱ اکتبر ۱۹۶۱) یک فیزیک‌دان اهل ایالات متحده آمریکا است.